# QSZ-92

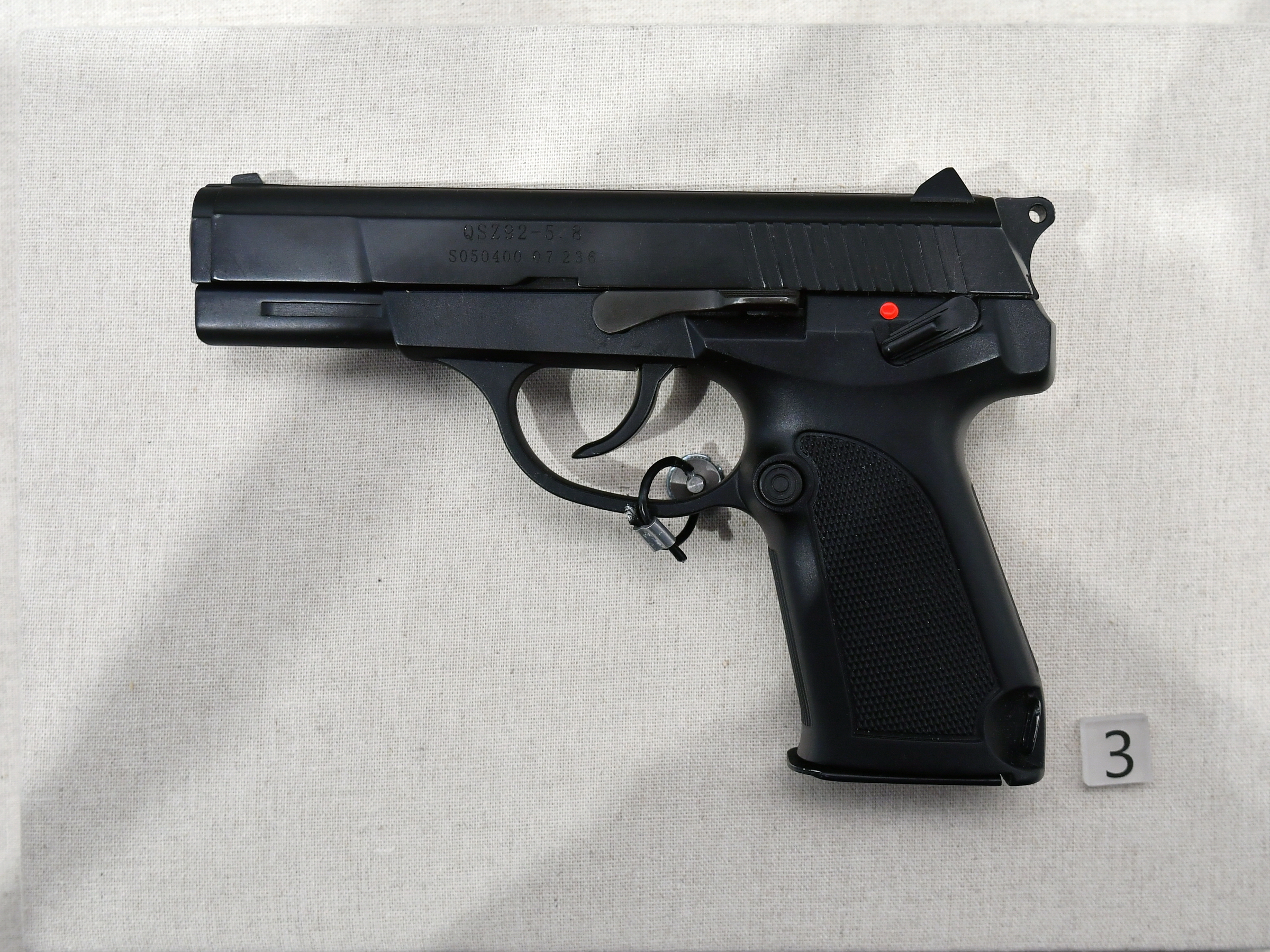

QSZ-92(중국어: 92式手枪, 병음: Jiǔ Èr Shì Shoǔqiāng, '92식 권총')은 노린코가 설계한 반자동 권총이다.

## 역사
QSZ-92 권총의 개발은 1994년에 시작되어 1998년 중국 인민해방군에 의해 채택되었다. 수출형(9×19mm 버전)에는 CF-98(총신 수명 약 8,000rds) 및 NP-42가 포함된다. (배럴 수명 약 10,000rds). 후자는 소음기 등의 조항이 없는 기본 버전이다. 둘 다 지금까지 캐나다에서 상업적인 수출을 발견했다.
2022년 5월 4일, 홍콩 경찰이 유지 관리에 필요한 부품이 부족해 리볼버를 교체하기 위해 QSZ-92를 포함한 중국산 권총을 채택하는 것을 고려하고 있다는 보도가 있었다. 이는 국가보안법 시행 이후 유럽과 북미 지역의 소형무기 수출 제한 때문에도 고려되고 있다.

## 사용국
- 방글라데시
- 캄보디아
- 중화인민공화국: 중국 인민해방군, 중국 인민무장경찰부대, 중화인민공화국 공안부
- 남수단
- 기니